# Rejencja Detmold
Rejencja Detmold (niem. Regierungsbezirk Detmold) - jedna z pięciu rejencji niemieckiego kraju związkowego Nadrenia Północna-Westfalia. Główna siedziba rejencji i jej zarząd znajdują się w Detmoldzie.

## Geografia
Rejencja Detmold leży we wschodniej części kraju związkowego. Od południa graniczy z rejencją Kassel w Hesji, od południowego zachodu rejencją Arnsberg, od zachodu z rejencją Münster, od północnego zachodu, północy i od wschodu z Dolną Saksonią. Ludność skoncentrowana jest przede wszystkim wzdłuż pasa miast Bielefeld, Herford i Minden, na północ i południe od niego znajdują się obszerne, słabo zamieszkane obszary wiejskie.

## Historia
Obecna rejencja istnieje na terenie łączącym dwie części o różnej historii. Jedną z nich stanowi powstała 22 kwietnia 1816 na mocy pruskiej ustawy z 30 kwietnia 1815 dawna rejencja Minden, drugą zaś państwo Lippe. Lippe dopiero na mocy ustaleń z 1946 połączyło się z Nadrenią Północną-Westfalią, 1 kwietnia 1947 utworzono zaś rejencję Minden-Lippe, przemianowaną 2 czerwca tegoż roku na rejencję Detmold po tym, jak uzgodniono przeniesienie siedziby do tego miasta. Początkowo rejencja składała się z 15 powiatów ziemskich i dwóch grodzkich.

## Podział administracyjny
W skład rejencji Detmold wchodzi jedno miasto na prawach powiatu oraz sześć powiatów.
Miasto na prawach powiatu:
| Lp. | Nazwa miasta | Ludność (31.12.2010) | Powierzchnia km² |
| --- | ------------ | -------------------- | ---------------- |
| 1   | Bielefeld    | 323.270              | 257,91           |

Powiaty ziemskie:
| Lp. | Nazwa powiatu   | Ludność (31.12.2010) | Powierzchnia km² | Liczba gmin |
| --- | --------------- | -------------------- | ---------------- | ----------- |
| 1   | Gütersloh       | 353.766              | 968,08           | 13          |
| 2   | Herford         | 249.020              | 450,09           | 9           |
| 3   | Höxter          | 147.140              | 1 199,99         | 10          |
| 4   | Lippe           | 351.158              | 1 246,21         | 16          |
| 5   | Minden-Lübbecke | 314.153              | 1 152,22         | 11          |
| 6   | Paderborn       | 299.816              | 1 246,06         | 10          |